# Coenosia nigrimixta
Coenosia nigrimixta är en tvåvingeart som beskrevs av Feng och Xue 1998. Coenosia nigrimixta ingår i släktet Coenosia och familjen husflugor. Inga underarter finns listade i Catalogue of Life.